# Salvatore Puccio
Salvatore Puccio, nascido a 31 de agosto de 1989 em Menfi, na Província de Agrigento, na Sicília, é um ciclista italiano, membro da equipa Team INEOS.
Vencedor do Tour de Flandres sub-23 em 2011, Salvatore Puccio começou a sua carreira profissional com a equipa Team Sky em 2012. Foi contratado com o fim de reforçar à equipa nas clássicas.
Depois da segunda etapa do Giro d'Italia de 2013 vestiu-se com a Maglia rosa de líder.

## Palmarés
2011
- Tour de Flandres sub-23
- 1 etapa da Toscana-Terra di ciclismo-Coppa delle Nazioni

## Resultados em Grandes Voltas e Campeonatos do Mundo
Durante a sua carreira desportiva tem conseguido os seguintes postos nas Grandes Voltas e nos Campeonatos do Mundo em estrada:
| Carreira           | 2012 | 2013 | 2014 | 2015 | 2016 | 2017 | 2018 |
| ------------------ | ---- | ---- | ---- | ---- | ---- | ---- | ---- |
| Giro d'Italia      | -    | 73º  | 98º  | 68º  | -    | 86º  | 64º  |
| Tour de France     | -    | -    | -    | -    | -    | -    | -    |
| Volta a Espanha    | -    | Ab.  | -    | 77º  | 121º | 78º  | 96º  |
| Mundial em Estrada | -    | -    | -    | -    | -    | 88º  | -    |

-: não participa

Ab.: abandono

## Equipas
- Sky/INEOS (2012-)
  - Sky Procycling (2012-2013)
  - Team Sky (2014-04.2019)
  - Team INEOS (05.2019-)